# Пожар на дискотеке в Гётеборге
Пожар на дискотеке в Гётеборге — крупный пожар, произошедший на дискотеке в городе Гётеборге, Швеция, 29-30 октября 1998 года, в результате которого 63 человека погибли и 214 пострадали. Большинство погибших и пострадавших были в возрасте от 12 до 25 лет.
Вечером того дня в зале началась драка. 4 зачинщиков потасовки выталкивает охрана за пределы клуба. Но эти люди стали мстителями: они самовольно забираются внутрь через чёрный ход и поджигают в небольшом помещении мебель, а когда разгорается пожар — закрывают стульями вход в клуб. Внутри — ловушка. Люди мечутся туда - сюда. В страшной давке им удаётся вырваться из огненной западни.
Однако спаслись не все. Под утро 30 октября 1998 года становится ясен масштаб случившегося. 63 человека погибли от удушья. Жизнями людей распорядились варварски те самые мстители. В марте 1999 года они получили 10 лет заключения.

## Пожар
Дискотека проходила в здании Македонского культурного центра и была посвящена Хэллоуину. Большинство посетителей были детьми иммигрантов из Сомали и Македонии. Всего в зале, рассчитанном на 150 человек, находилось около 400.
Примерно в 23:25 возник пожар у запасного выхода дискотеки из-за груды стульев, расставленных на лестничной клетке. Вероятно, пожар начался с помощью разорванной бумаги или с помощью горючей жидкости. Первые признаки возгорания появились примерно в 23:25-23:30, когда некоторые присутствующие почувствовали неприятный и раздражающий дым и запахи. Запах и дым многие сочли безобидными, поскольку думали, что имеют дело со слезоточивым газом или дымовой машиной. Примерно в 23.35 один из диск-жокеев на вечеринке обнаружил, что у запасного выхода произошел пожар, и оба диск-жокея предупредили об опасности и призвали участников вечеринки спокойно покинуть помещение. В этот момент музыка была выключена, и многие посетители вечеринки уже собирались покинуть зал. После предупреждения кто-то из зала поднялся на сцену и начал читать рэп. Это заставило некоторых, направлявшихся к выходу, повернуть назад. Более половины тусовщиков не восприняли предупреждение всерьез и оставались в помещении до появления других признаков опасности. Для некоторых, кто не был рядом со сценой, первые признаки опасности появились только тогда, когда люди бросились к выходу, а дым внутри помещения уже был обширным.
Несколько человек покинули комнату на раннем этапе, и у них не возникло серьёзных проблем, если не считать толпы, когда они вышли. Однако несколько человек рассказали, что охрана у входной двери в начале эвакуации не позволила тусовщикам выйти, так как они хотели впустить одновременно больше людей. Некоторые из тех, кто выбрался позже, описали ситуацию как стесненную и что давление сзади привело к тому, что некоторые люди были сброшены на пол, прижаты и оказались в кучах. С 23:40 дверь между запасным выходом и танцевальным залом оставалась открытой. Дым и пламя выходили через дверь, огонь также распространился на дискотеку и, возможно, на другие части здания. Для облегчения эвакуации билетную кассу перенесли, благодаря чему свободный проход увеличился — в лучшем случае до 1,2 метра. После того, как около 150 человек сумели покинуть помещение, стол у двери оказался перед дверью и, таким образом, заблокировал путь эвакуации, что привело к остановке движения и столкновению около 20 человек в кучу у двери. Некоторые из людей, находившихся за дверью, пытались вытащить их внутрь из кучи, которая постоянно росла по мере того, как сзади наступало все больше и больше людей. Это узкое место было устранено только где-то между 00:00 и 00:15, после прибытия пожарных.
Другие люди на дискотеке разбивали окна, чтобы таким образом выбраться. Нижний край окна находился примерно на высоте 2,2 метра над полом, а прыжок из окна на землю означал падение с высоты 5-6 метров. Чтобы добраться до окон, тусовщики забирались на мебель, а также на других людей. Из выживших не менее 229 человек вышли через входную дверь, а не менее 37 покинули помещение через окно. Чуть более 165 человек смогли выбраться из комнаты самостоятельно и как минимум 122 человека были вытащены кем-то другим.

## Расследование
Долгое время не удавалось выяснить причины пожара. В декабре 1999 г. было предложено вознаграждение в размере 3 миллионов крон за информацию о пожаре. В январе 2000 года полиция в конечном итоге взяла под стражу троих подозреваемых, а в феврале был арестован четвёртый.
По результатам расследования было выяснено, что пожар был устроен четырьмя подростками, выходцами из Ирана, в возрасте 17—19 лет, которым было отказано во входе на дискотеку в результате ссоры. Трое из них получили от 6 до 8 лет тюрьмы, четвёртый получил 3 года.

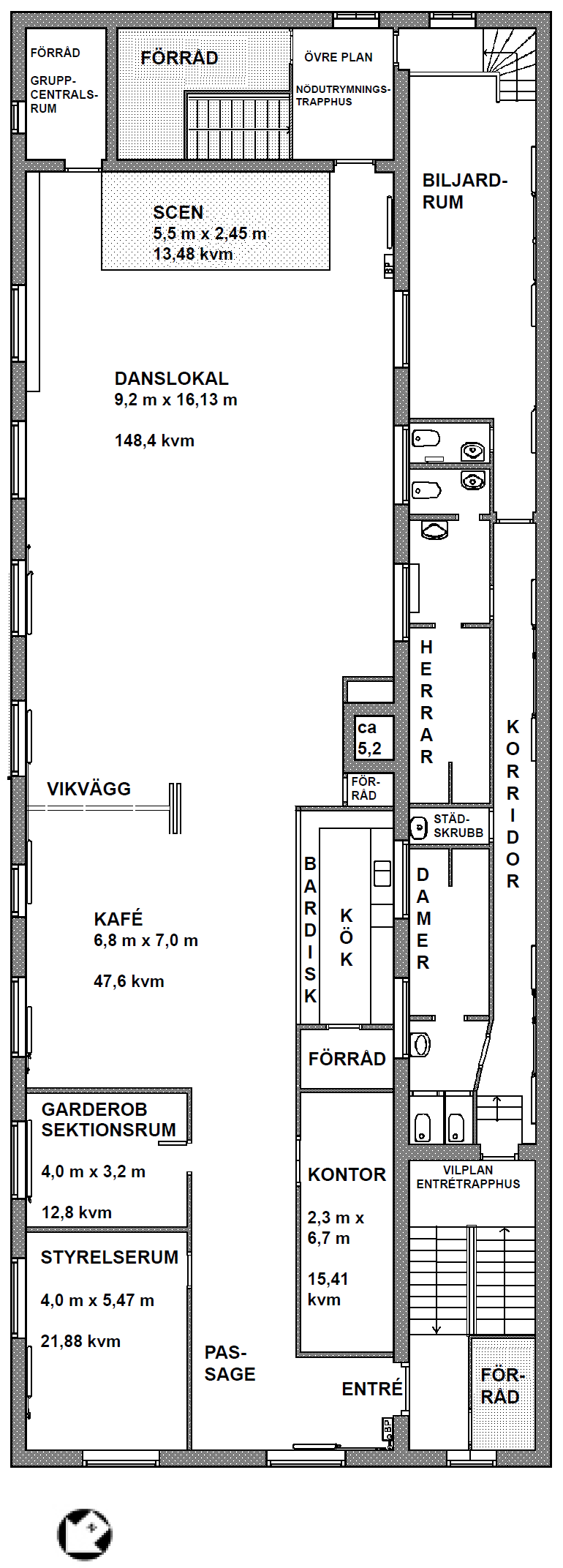
План помещения дискотеки до пожара

## Память
В десятую годовщину пожара в 2008 году был открыт постоянный мемориал из полированного гранита, на котором золотом были выгравированы имя и возраст каждой жертвы.